# Chaunk

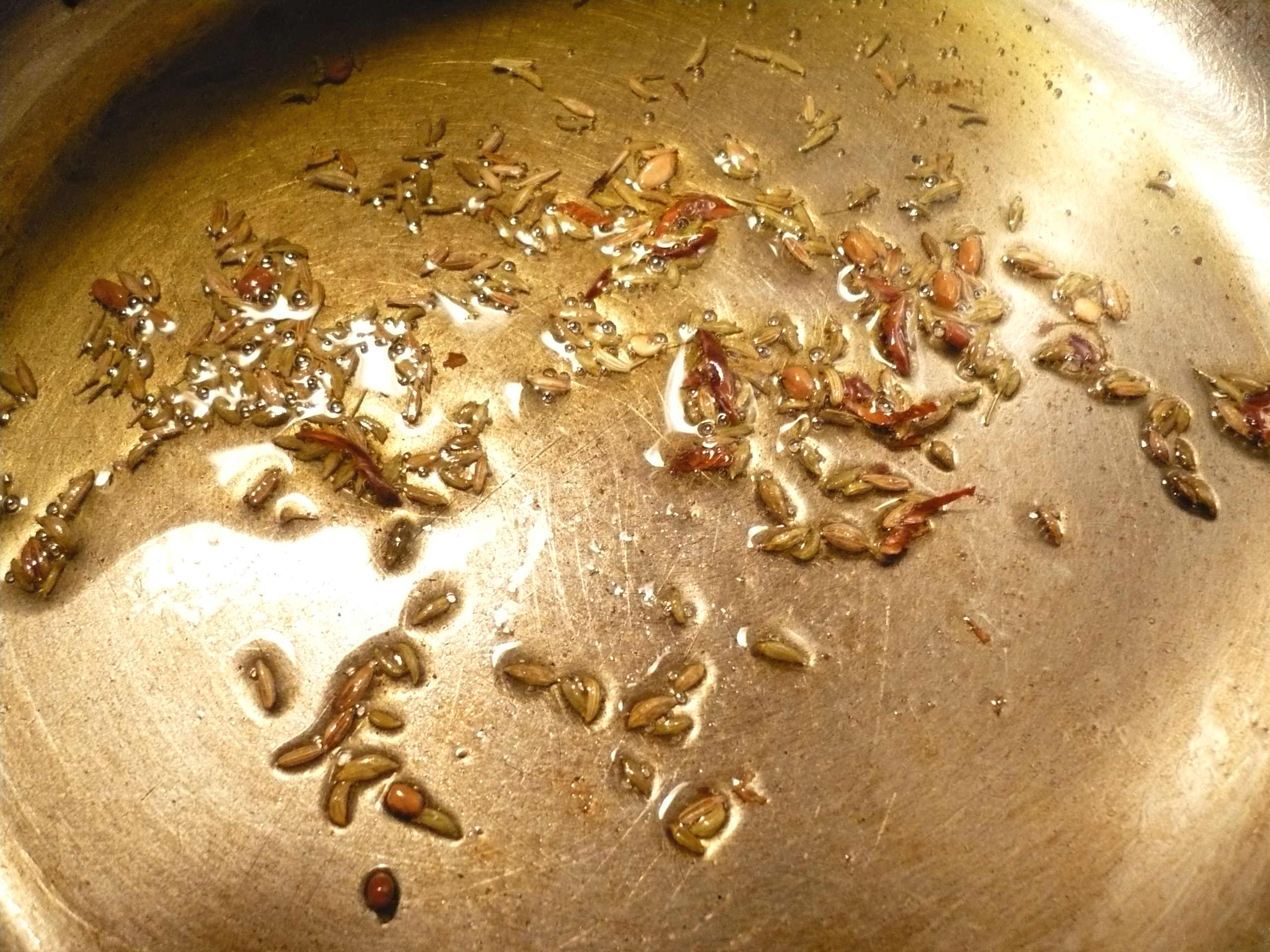
Preparación de un chaunk (con aceite de oliva, semillas de hinojo, comino y fenogreco y guindilla en rodajas finas) en una sartén.

El chaunk (hindi: छौंक; transcrito a veces chhaunk, chounk, chonk, chhounk o chhonk; llamado también tarka, tadka, bagar, phoron, phoran o popu; traducido a menudo como ‘templado’) es un guarnición y una técnica de cocina usada en la gastronomía de la India, de Bangladés y de Pakistán, en la que especias enteras (y a veces también otros ingredientes como raíz de jengibre picada o azúcar) se fríen brevemente en aceite o ghi para liberar aceites esenciales de las células y mejorar así sus sabores, antes de vertirse, junto al aceite, en un plato.
El chaunk se añade al final de la preparación, justo antes se servir (como con un dal, sambhar o estofado), o también se prepara al principio, antes de añadir los ingredientes a un curry o plato parecido.

## Ingredientes
Los ingredientes usados típicamente para el chaunk incluye semillas de comino, de mostaza negra, de hinojo, pimiento chile verde y seco, semillas de fenogreco, asafétida, cassia, clavo, urad dal, hojas de curry, cebolla picada, ajo y hojas de tejpat. Cuando se usan varios ingrediente para un chaunk suelen añadirse en sucesión, primero los que requieren más tiempo de cocción y después los que menos. En la cocina bengalí, se usa con este fin una mezcla de especias enteras llamada panch phoron.
Se cree que el chaunk no solo añade sabor sino que también facilita la digestión, salvo si el comensal tiene problemas para digerir platos grasientos.

## Etimología
El nombre hindi, chhaunk (la consonante inicial chh छ es un sonido ch muy aspirado), se cree que es una onomatopeya imitando el sonido sordo de las especias recién fritas cuando se añade al dal u otro plato.
El nombre bengalí, bagar dewa (বাগার দেয়া), se traduce como ‘templar’.

## Nombre en otros idiomas
- Nepalí: jhaneko, jhannu (झानेको)
- Hindi: tarka, tadka (तड़का), bagar (बागर)
- Panyabí: tarka (ਤਡ਼ਕਾ) , (تڑکا)
- Guyaratí: vaghar (વઘાર)
- Bengalí: bagar (বাগার), bagar dewa (বাগার দেয়া), phoron (ফোড়ন)
- Tamil: thaalithal (தாளித்தல்)
- Canarés: oggaraṇe (ಒಗ್ಗರಣೆ)
- Telugú: popu (పోపు), thiragamaatha (తిరగమాత), taalimpu (తాలింపు)
- Maratí: phodani (फोडणी), pholni (फोलनी)
- Urdu: tarka (تڑکا)